# Lakshmi Stores
Lakshmi Stores (Lakshmi Shops) ist eine tamilische Seifenoper mit Khushbu Sundar, Suresh, Nakshathra Nagesh und Hussain Ahmed Khan. Die Serie feierte am 24. Dezember 2018 auf Sun TV ihre Premiere.

## Besetzung

### Hauptbesetzung
- Khushbu Sundar: Mahalakshmi Devaraj
- Suresh: Devaraj
- Nakshathra Nagesh: Bhagyalakshmi
- Anjali Rao: Raji
- Hussain Ahmed Khan: Ravi
- Murali Mohan: Mahalingam
- Sherin Janu: Kamala
- Sudha Chandran: Minister Sakundhala Devi (Main Antagonist)
- Delhi Kumar: Thillai
- Delhi Ganesh: Rajendran

### Nebenbesetzung
- Arvind Khathare: Senthil
- Tanisha Kuppanda: Mallika Senthil
- Deepa Shankar: Ponnamma
- Samson T Wilson: Saravanan
- Swathi Thara: Uma Saravanan
- Giridharan: Arjun
- Sandeep: Kandhasaamy (Kandha)
- Vinay: Rajesh (Raj)
- Diya Palakkal: Priya
- Nisha Yazhini: Vanitha
- Fouzil Hidhayah: Dhivya
- Pari: Meenu